# Джейсон Бернетт
Джейсон Бернетт  (англ. Jason Burnett, 16 грудня 1986) — канадський стрибун на батуті, олімпійський медаліст.

## Виступи на Олімпіадах
| Олімпіада   | Дисципліна | Місце |
| ----------- | ---------- | ----- |
| Пекін 2008  | особисті   | 2     |
| Лондон 2012 | особисті   | 8     |
| Ріо 2016    | особисті   | 14    |